# Макелгаттен (Пенсільванія)
Макелгаттен (англ. McElhattan) — переписна місцевість (CDP) в США, в окрузі Клінтон штату Пенсільванія. Населення — 1224 особи (2020).

## Географія
Макелгаттен розташований за координатами 41°9′20″ пн. ш. 77°21′35″ зх. д. / 41.15556° пн. ш. 77.35972° зх. д. (41.155525, -77.359766).  За даними Бюро перепису населення США в 2010 році переписна місцевість мала площу 3,71 км², з яких 3,48 км² — суходіл та 0,23 км² — водойми.

## Демографія
Згідно з переписом 2010 року, у переписній місцевості мешкало 598 осіб у 256 домогосподарствах у складі 171 родини. Густота населення становила 161 особа/км².  Було 263 помешкання (71/км²).
Расовий склад населення:
| - 97,7 % — білих - 0,8 % — корінних американців - 0,5 % — чорних або афроамериканців |

До двох чи більше рас належало 1,0 %. Частка іспаномовних становила 1,0 % від усіх жителів.
За віковим діапазоном населення розподілялося таким чином: 18,4 % — особи молодші 18 років, 59,5 % — особи у віці 18—64 років, 22,1 % — особи у віці 65 років та старші. Медіана віку мешканця становила 47,6 року. На 100 осіб жіночої статі у переписній місцевості припадало 94,8 чоловіків;  на 100 жінок у віці від 18 років та старших — 88,4 чоловіків також старших 18 років.
Середній дохід на одне домашнє господарство  становив 52 828 доларів США (медіана — 37 273), а середній дохід на одну сім'ю — 63 590 доларів (медіана — 51 875). За межею бідності перебувало 10,4 % осіб, у тому числі 24,2 % дітей у віці до 18 років та 5,0 % осіб у віці 65 років та старших.
Цивільне працевлаштоване населення становило 228 осіб. Основні галузі зайнятості: виробництво — 22,8 %, освіта, охорона здоров'я та соціальна допомога — 20,6 %, мистецтво, розваги та відпочинок — 11,4 %, будівництво — 11,0 %.